# Алан Крюгер
Алан Крю́гер (англ. Alan Bennett Krueger; 17 вересня 1960, Лівінгстон, Нью-Джерсі, США — 16 березня 2019, Принстон) — американський економіст, фахівець у галузі економіки праці.

## Життєпис
Виріс в Лівінгстоні, штат Нью-Джерсі, в єврейській родині. У 1979 році закінчив Лівінгстонскую середню школу.
У 1983 році здобув ступінь бакалавра наук (з відзнакою) у Школі промислових і трудових відносин при Корнеллського університету. У 1985 році здобув ступінь магістра в Гарвардському університеті, а в 1987 році там же — ступінь доктора економічних наук.
Професор Прінстонського університету. Засновник і директор дослідницького центру «Survey» при університеті.
У 1994–1995 роках займав посаду головного економіста в Міністерстві праці США.
У 2009–2010 роках — помічник з економічної політики міністра фінансів США Тімоті Гайтнера.
У 2011 році призначений головою Ради економічних консультантів Білого дому. При його призначенні на цю посаду президент США Барак Обама охарактеризував його як «одного з провідних економістів нації». Перебуваючи на цій посаді, виступив з твердженням, що нерівність у Штатах досягла позначки, коли розрив у доходах громадян загрожує економічному зростанню.
Алан Крюгер написав книгу про тероризм, в якій спростовується загальноприйняту думку про те, що тероризм зароджується в середовищі бідних неосвічених людей. Крюгер пише, що часто терористи з'являються з середнього класу і мають освіту рівня коледжу.
З 2000 по 2006 рік вів колонку «Economic Scene» в «New York Times».

### Особисте життя
Він одружений з Лізою Саймон і має двох дітей, Бенджаміна і Сіднея.

### Смерть
Алан Крюгер був знайдений мертвим у своєму будинку в Принстоні 16 березня 2019 року. Його родина заявила, що причиною смерті стало самогубство..